# 石繼芳
石繼芳（1528年—1592年），字克肖，號岱宇，山東青州府益都縣人，明朝政治人物。

## 生平
嘉靖三十四年（1555年）乙卯科山東鄉試舉人，隆慶四年（1570年）授桐城縣知縣，萬曆元年（1573年）調青浦縣知縣，十三年（1585年）升延安府知府，十七年（1589年）升陝西按察司副使，十九年（1591年）寧夏巡撫馨因拖欠糧餉、冬衣，催逼軍兵上交屯田賦稅，被寧夏軍士怨恨，二十年（1592年）寧夏副將哱拜有反叛跡象，石繼芳請增兵設防，尚未齊備，哱拜已反，党馨與石繼芳被殺。

## 家族
高祖石瑛；曾祖石銘；祖父石存仁；父石琚。兄石繼節。